# Systemintegrator
Der Begriff Systemintegrator wird für Tätigkeitsprofile in der Informationstechnik (IT), des Systems Engineering und der industriellen Automatisierungstechnik verwendet.

## Systemintegrator (IT)
Systemintegratoren sind Unternehmen der IT-Branche, die Software- und Hardware-Produkte anderer Hersteller vertreiben, anpassen, erweitern und in die IT-Landschaft ihrer Kunden integrieren. Zu den Kunden gehören u. a. mittlere und größere Unternehmen, etwa Banken, Versicherungen und die öffentliche Verwaltung (Behörden, Verbände und dergleichen). Eine mögliche englische Bezeichnung für das Tätigkeitsfeld ist systems integration.
Da Verwaltungseinheiten den größten Bedarf an maßgeschneiderten Lösungen haben, stellen Datenbankanwendungen das Haupttätigkeitsfeld dar.

## Markt für IT-Beratung und Systemintegration in Deutschland
2015 bestimmten die folgenden Anbieter maßgeblich den deutschen Markt für IT-Beratung und Systemintegration:
| Rang | Unternehmen                        | Umsatz in Deutschland in Mio. Euro | Mitarbeiterzahl in Deutschland |
| ---- | ---------------------------------- | ---------------------------------- | ------------------------------ |
| 01   | Accenture 1 *                      | 1.550,0                            | 6.550                          |
| 02   | IBM Global Business Services 1 *   | 1.380,0                            | 6.800                          |
| 03   | T-Systems 2 *                      | 1.200,0                            | 4.100                          |
| 04   | Capgemini Deutschland 1 *          | 0.700,0                            | 3.200                          |
| 05   | Atos IT Solutions and Services 2 * | 0.578,0                            | 2.900                          |
| 06   | NTT Data                           | 0.514,7                            | 3.223                          |
| 07   | msg systems                        | 0.492,7                            | 3.857                          |
| 08   | Arvato Systems                     | 0.373,1                            | 2.207                          |
| 09   | Allgeier SE                        | 0.372,5                            | 3.988                          |
| 10   | Hewlett Packard Enterprise 2 *     | 0.350,0                            | 1.100                          |

Die Aufnahme in dieses Ranking unterliegt genau definierten Kriterien. Mehr als 60 Prozent des Umsatzes werden mit IT-Beratung, Individual-Software-Entwicklung und Systemintegration erzielt.

### Rolle, Vertriebswege
Systemintegratoren übernehmen eine Mittlerfunktion zwischen Software- und Hardwareherstellern einerseits und den gewerblichen oder öffentlichen Endkunden andererseits und spielen dabei eine Schlüsselrolle bei der Vermarktungsstrategie der meisten Software- und Hardwarehersteller. Oftmals beziehen sie ihre Produkte dabei nicht einmal direkt von den Herstellern, sondern von Großhändlern (Distributoren).
Der Vertriebsweg über Systemintegratoren und ggf. auch noch über Distributoren wird „indirekter Vertrieb“ genannt, im Gegensatz zu den eher seltenen Direktverkäufen an Endkunden. Einige große Hersteller (z. B. IBM oder Canon) übernehmen allerdings auch selbst die Rolle des Systemintegrators, indem sie hierfür eigenständig agierende Bereiche oder Tochterunternehmen gründen, welche dann, um ein gewisses Maß an Neutralität zu bieten, oftmals auch befugt sind, Produkte von Wettbewerbern zu vertreiben. 
Die Systemintegratoren sind meist sehr vertriebslastig aufgebaut: sie beteiligen sich regelmäßig an Ausschreibungen und unterhalten einen personalintensiven Innen- und Außendienst-Vertrieb. Der Anteil der Vertriebskosten beträgt im Branchendurchschnitt etwa ein Drittel der Gesamtkosten der Unternehmen. Entsprechend rabattiert kaufen sie die Produkte ein, und entsprechend hochpreisig werden die Tagessätze für eigene Dienstleistungen angesetzt.

### Profile von Systemintegratoren
Die meisten Systemintegratoren sind mittelständische Unternehmen mit einem ausgeprägten regionalen und Branchenbezug. Größere Unternehmen (z. B. Accenture, EDS oder CSC) hingegen agieren mehr oder weniger global und bieten häufig auch Outsourcing- und Consulting-Leistungen an. Die Kombination von Beratungs- und Dienstleistung birgt dabei aber immer das Risiko von wettbewerbseinschränkenden Interessenkonflikten und wird daher in der Öffentlichkeit teilweise mit Misstrauen gesehen.
Während einige Systemintegratoren sich auf Individuallösungen spezialisiert haben, profilieren sich viele als Lösungsanbieter mit eigenen Branchenlösungen oder als Partner von Standardsoftware-Herstellern wie z. B. SAP. 
Kunden erwarten von Systemintegratoren, ähnlich wie von Beratungsunternehmen, eine weitgehende Herstellerunabhängigkeit, was aber in der Praxis nur selten gegeben ist. Viele sind durch enge und teilweise sogar exklusive Verträge an bestimmte Software- oder Hardwarehersteller gebunden und verwenden und vertreiben fast ausschließlich deren Produkte.

## Systemintegrator (Berufsbild Systemingenieur)
Der Systemingenieur integriert neue Anforderungen an ein Computer-System in komplexen Hard- und Softwaresystemen.
Systemintegratoren planen, installieren, administrieren, konfigurieren und pflegen die komplexen IT-Systeme. Weitere Haupttätigkeiten sind das Consulting und die Systemanalyse.
Das Einsatzgebiet liegt oft bei historisch gewachsenen IT-Strukturen.

### Ausbildung
Die Ausbildung in einem der von der IHK anerkannten IT-Berufe Fachinformatiker (in einer der Fachrichtungen Systemintegration oder Anwendungsentwicklung), Informatikkaufmann, IT-Systemkaufmann oder IT-Systemelektroniker dauert in der Regel drei Jahre. Sofern der Auszubildende die Allgemeine Hochschulreife besitzt, kann die Ausbildung nach Absprache mit dem ausbildenden Betrieb um ein halbes Jahr verkürzt werden.
Die Ausbildung erfolgt im so genannten „Dualen System“, d. h., man verbringt einen Teil der Ausbildung in einem Betrieb als Auszubildender und den anderen Teil in einer Berufsschule. In einigen Bundesländern besteht auch die Möglichkeit, eine Ausbildung zum Assistenten für Elektronik und Datentechnik zu absolvieren, die staatlich geregelt wird.

### Tätigkeitsfeld
Das Tätigkeitsfeld ist sehr weit zu fassen, da es in sehr vielen Bereichen komplexere IT-Systeme gibt.
Der Schwerpunkt liegt allerdings im Ingenieursbereich.

## Systemintegrator (Industrie)
In der Automatisierungstechnik sind Systemintegratoren spezialisierte Unternehmen, die einzelne oder verschiedene marktgängige technische Systeme (z. B. optische/elektronische/mechanische Sensoren sowie Aktoren von typischen Komponentenherstellern) in Fertigungsanlagen integrieren.

### Anforderungsprofile
Es werden detaillierte Branchenkenntnisse benötigt. Die zusätzliche Messtechnik oder Aktorik muss möglichst nahtlos in bestehende mechanische, elektronische und Softwaresysteme eingepasst werden.
Die Verfügbarkeit der eingebrachten Technik (und damit oft der gesamten Fertigungsanlage) muss häufig vertraglich garantiert und durch schnellen technischen Support (z. B. Servicetechniker vor Ort) erhalten bzw. schnell wiederhergestellt werden (unabhängig von Tageszeit und Feiertagen).